# Hamid al-Koucheïbi
Hamid al-Koucheïbi (arabe : حميد القشيبي), né en 1940 dans le gouvernorat d'Amran et mort le 8 juillet 2014 à Amran, est un militaire et brigadier-général yéménite. Il est, jusqu'à sa mort, le commandant de la 310e brigade blindée. 
Il meurt le 8 juillet 2014 lors de combats avec les Houthis lors de la bataille d'Amran,,,.